# Cussy-la-Colonne
 Cussy-la-Colonne  là một xã ở tỉnh Côte-d’Or trong vùng Bourgogne, phía đông nước Pháp. Xã Cussy-la-Colonne nằm ở khu vực có độ cao trung bình 480 mét trên mực nước biển.